# Bisimbre (kommunhuvudort)
Bisimbre är en kommunhuvudort i Spanien.   Den ligger i provinsen Provincia de Zaragoza och regionen Aragonien, i den nordöstra delen av landet, 250 km nordost om huvudstaden Madrid. Bisimbre ligger 321 meter över havet och antalet invånare är 115.
Terrängen runt Bisimbre är huvudsakligen platt, men västerut är den kuperad. Runt Bisimbre är det ganska glesbefolkat, med 47 invånare per kvadratkilometer. Närmaste större samhälle är Tauste, 17,1 km öster om Bisimbre. Trakten runt Bisimbre består till största delen av jordbruksmark.